# 미나미시코쿠
미나미시코쿠(일본어: 南四国)는 시코쿠 4개 현 중 도쿠시마현과 고치현을 아울러 이르는 명칭이다.

## 개요
시코쿠 남부의 미나미시코쿠에 대응하여 시코쿠 북부의 가가와현과 에히메현은 기타시코쿠라고 부른다. 단, 지리적으로 볼 때 도쿠시마 현과 에히메 현은 위도상으로는 비슷한 위치에 있으며, 오히려 도쿠시마 현이 약간 북쪽에 위치하고 있다. 대부분의 지역이 태평양에 면해있는 미나미시코쿠에 비해, 기타시코쿠는 세토 내해에 면하고 있는 지역이 많다. 기후는 해양성으로 온난습윤하며, 태풍이 많이 통과한다. 혼슈의 주민들이 가지고 있는 「시코쿠는 남국(南国)」이라는 이미지는 주로 미나미시코쿠에서 기인한 것으로 여겨진다.
고도 경제 성장기 이후에는 기타시코쿠가 태평양 벨트의 일부로서 발전한 것에 비하여 미나미시코쿠는 발전에서 제외되어, 소득수준과 공업생산량에서 큰 격차를 보인다. 전국적으로도 발전이 늦은 지역에 속한다.
시고쿠 각지를 연결하는 시코쿠 횡단 자동차 도로(四国横断自動車道)의 개통 등 교통편이 개선되어서 요즘에는 시코쿠를 남북 2개의 블록으로 나누는 경우는 줄어들고 있다.

## 다른 지역과의 관계
기타시코쿠가 세토 내해 맞은 편의 주고쿠 지방과 경제적·인적 연계가 강한 반면에, 미나미시코쿠는 주고쿠 지방과는 거의 교류가 없다. 도쿠시마 현은 간사이 지방과의 교류가 깊다. 또한, 미나미시코쿠라고 총칭되기는 하지만 도쿠시마 현과 고치 현은 시코쿠 산지로 가로막혀 있어서 거의 교류가 없다.